# Балковский сельсовет
Ба́лковский сельсове́т — упразднённое сельское поселение в составе Георгиевского района Ставропольского края Российской Федерации.

## География
Находится в северной части Георгиевского района.

## История
18 октября 1990 года Президиум Ставропольского краевого Совета народных депутатов решил «Образовать в Георгиевском районе Балковский сельсовет с центром в посёлке Балковский, включив в его состав посёлки Балковский и Роговой, выделенные из Ульяновского сельсовета этого же района».
1 июня 2017 года, в соответствии с Законом Ставропольского края от 2 марта 2017 года № 21-кз, городской округ город Георгиевск и все муниципальные образования Георгиевского муниципального района (Александрийский сельсовет, Балковский сельсовет, станица Георгиевская, село Краснокумское, Крутоярский сельсовет, Станица Лысогорская, Незлобненский сельсовет, село Новозаведенное, посёлок Новый, село Обильное, станица Подгорная, Ульяновский сельсовет, Урухский сельсовет и Шаумяновский сельсовет) преобразованы, путём их объединения, в Георгиевский городской округ.

## Население
| 1989  | 2002  | 2010  | 2011  | 2012  |
| ----- | ----- | ----- | ----- | ----- |
| 1034  | ↗1094 | ↗1119 | →1119 | ↘1105 |
| 2013  | 2014  | 2015  | 2016  | 2017  |
| ↗1106 | ↘1068 | ↗1080 | ↘1054 | ↗1055 |

Национальный состав
По итогам переписи населения 2010 года на территории поселения проживали следующие национальности (национальности менее 1 %, см. в сноске к строке «Другие»):
| Национальность | Численность | Процент |
| -------------- | ----------- | ------- |
| Русские        | 693         | 61,93   |
| Азербайджанцы  | 132         | 11,80   |
| Агулы          | 128         | 11,44   |
| Лезгины        | 47          | 4,20    |
| Армяне         | 46          | 4,11    |
| Украинцы       | 11          | 0,98    |
| Другие         | 62          | 5,54    |
| Итого          | 1119        | 100,00  |

## Состав поселения
До упразднения Балковского сельсовета в состав его территории входили 2 населённых пункта:
| № | Населённый пункт | Тип населённого пункта          | Население |
| - | ---------------- | ------------------------------- | --------- |
| 1 | Балковский       | посёлок, административный центр | ↘1000     |
| 2 | Роговой          | посёлок                         | ↘7        |

## Местное самоуправление
- Совет депутатов сельского поселения Балковский сельсовет (состоял из 11 депутатов, избираемых на муниципальных выборах по одномандатным избирательным округам сроком на 5 лет)
- Администрация сельского поселения Балковский сельсовет

Главы поселения
- Кашаев Михаил Александрович
- Иванов Виктор Дмитриевич[18]

## Инфраструктура
- Дом культуры
- Централизованное газо- и водоснабжение

## Образование
- Детский сад № 10 «Огонёк»
- Средняя общеобразовательная школа № 28

## Памятники
- Братская могила советских воинов, погибших в годы Великой Отечественной войны. 1942—1943, 1965 гг.[19]